# Tejszínű medvelepke
A tejszínű medvelepke (Spilosoma lubricipeda) a rovarok (Insecta) osztályának lepkék (Lepidoptera) rendjébe, ezen belül a medvelepkefélék (Arctiidae) családjába tartozó faj.
A Spilosoma lepkenem típusfaja.

## Előfordulása
A tejszínű medvelepke elterjedési területe egész Európa, északon a 64. szélességi körig. Az Alpokban 1600 méteres tengerszint feletti magasságig hatol fel. Előfordulási területe Szibérián keresztül Kínáig, a Koreai-félszigetig és Japánig tart. Mindenütt nagyobb állományokban fordul elő, de sohasem tömegesen. Mivel hernyói a lágy szárú növények között élnek, erdészeti szempontból nem kártevők.

## Megjelenése
Ennek a medvelepkefajnak az elülső szárnya 1,8–2,2 centiméter hosszú. Hófehér színű lepke, elülső szárnyán felül szabálytalanul elhelyezkedő fekete pontokkal. A hátulsó szárnyon csak egyetlen fekete középfolt található. A potroh felül élénksárga, középen és kétoldalt fekete pontsorral.

## Életmódja
A tejszínű medvelepke erdőszélek, bozótosok, elhagyott kavicsbányák és parlagos területek lakója. Tápláléka pitypang, útifű és csalán.

## Szaporodása
A lepke repülési ideje április–június között van. Kedvező években július–augusztusban még egy nemzedéke kifejlődhet. A lepkék éjszaka tevékenyek. Hernyóidőszaka májustól szeptemberig tart, két, egymást átfedő nemzedékben. A hernyók szőrösek, és számos madár számára élvezhetetlenek.
|  |  |